# Lovecraftovský horor
Lovecraftovský horor je subžánr hororové beletrie, jenž klade důraz na psychologický strach z neznáma (v některých případech nepoznatelna) namísto krve a dalších prvků šoku, i když ty mohou být přítomny také. Je pojmenován po americkém spisovateli H. P. Lovecraftovi (1890 – 1937).

## Původ
Lovecraft použil tento styl vyprávění příběhu ve svém vlastním mýtu, jenž zahrnoval spojení nadpřirozena, předlidských a mimozemských prvků. Jeho práce byla inspirována předchozími autory jako byli Edgar Allan Poe a Algernon Blackwood. Charakteristickým znakem Lovecraftova díla je tzv. kosmicismus: pocit, že běžný život je tenkou oponou okolo skutečné reality, která je příliš cizí a abstraktní, než aby ji běžný člověk mohl snést bez ztráty příčetnosti nebo duševního otřesu.
Lovecraftovy práce se často odehrávají ve venkovské Nové Anglii a množství z jeho prací pokračuje v tom smyslu, že to, co člověk nechce poznat může být blíže k povrchu běžného života na místech daleko od přeplněných měst moderní civilizace. Nicméně, lovecraftovský horor není v žádném případě omezen na venkov; Děs redhookské čtvrti se například odehrává v přelidněném etnickém ghettu. 

### Témata lovecraftovského hororu
Některá témata nacházející se v Lovecraftově díle jsou považována za součást "lovecraftovské" práce.
- Anti-antropocentrismus, misantropie obecně. Lovecraftova práce se zaměřuje na charakterizaci lidí v souladu s jeho pohledem na lidstvo, coby nedůležitý bod ve vesmíru a modernistický trend spisovatelství v době jeho spisovatelské činnosti.
- Zaujatost útrobními strukturami. Hororové rysy Lovecraftových příběhů směřují k použití polorosolovitých substancí, jako je sliz, na rozdíl od standardních hororových prvků jako jsou krev, kosti a mrtvoly.
- Archaický styl psaní. Často i při práci s moderní technologií, Lovecraft tíhl k anachronismu stejně silně jako k užívání staromódních výrazů pro některé věci. Například, používal výraz "men of science" (muž vědy) namísto moderního slova, "scientist" (vědec), a mnohdy psal "show" jako "shew".
- Odloučenost. Lovecraftovští hrdinové (jak v původních spisech tak i v moderních adaptacích) mají sklon být izolovanými jedinci, obvykle s vědeckými nebo badatelským sklonem.
- Bezmoc nebo beznaděj. I když mohou Lovecraftovi hrdinové způsobit problémy nepřátelským silám, jejich vítězství jsou dočasná a obvykle za ně zaplatí vysokou cenu. Jindy nedokáží jednoduše utéct pryč, místo toho jsou nasměrováni jinými silami ke svému zoufalému konci.
- Nezodpovězené otázky. Postavy Lovecraftových příběhů vzácně nebo ne zcela úplně chápou, co se s nimi děje a obvykle se pomátnou, když se to pokusí pochopit.
- Křehkost duševního zdraví a jeho zranitelnost. Postavy jsou neschopné se duševně vyrovnat s nepřiměřenými a téměř iracionálními pravdami, jichž byli svědky a nebo které slyšely. Snaží se vyrovnat duševní napětí, což jak Lovecraft ilustruje, je často příliš obtížné a vlády se ujímá nepříčetnost.

## Spolupracovníci a následovníci
Mnoho z Lovecraftova vlivu je druhotné, neboť byl přítelem, inspirátorem a korespondentem dalších autorů, kteří se svými výtvory proslavili. Někteří z nich pracovali s Lovecraftem na společných příbězích. Mezi jeho nejslavnější přátele a spolupracovníky patří například Robert Bloch (autor Psycha); Robert E. Howard (stvořitel Barbara Conana) a August Derleth, jenž přispíval k Mýtu Cthulhu.
Pozdější autoři hororu také čerpali z Lovecraftova díla. Zatímco někteří autoři přímo odkazovali na elementy jeho mýtů, mnozí další použili tón a atmosféru jeho práce, aniž by převzali a odkazovali na samotné její prvky. Někteří lidé zastávají názor, že Lovecraft je spolu s Edgarem Allanem Poem nejvlivnějším autorem moderního hororu.
Do konce 20. století se Lovecraft stal čímsi jako ikonou populární kultury, v důsledku nespočetných interpretací a odkazů na jeho práci. Mnohé z nich vybočují z oblasti "lovecraftovského hororu" a zde se o nich nehovoří.